# Waro Limestone Scenic Reserve

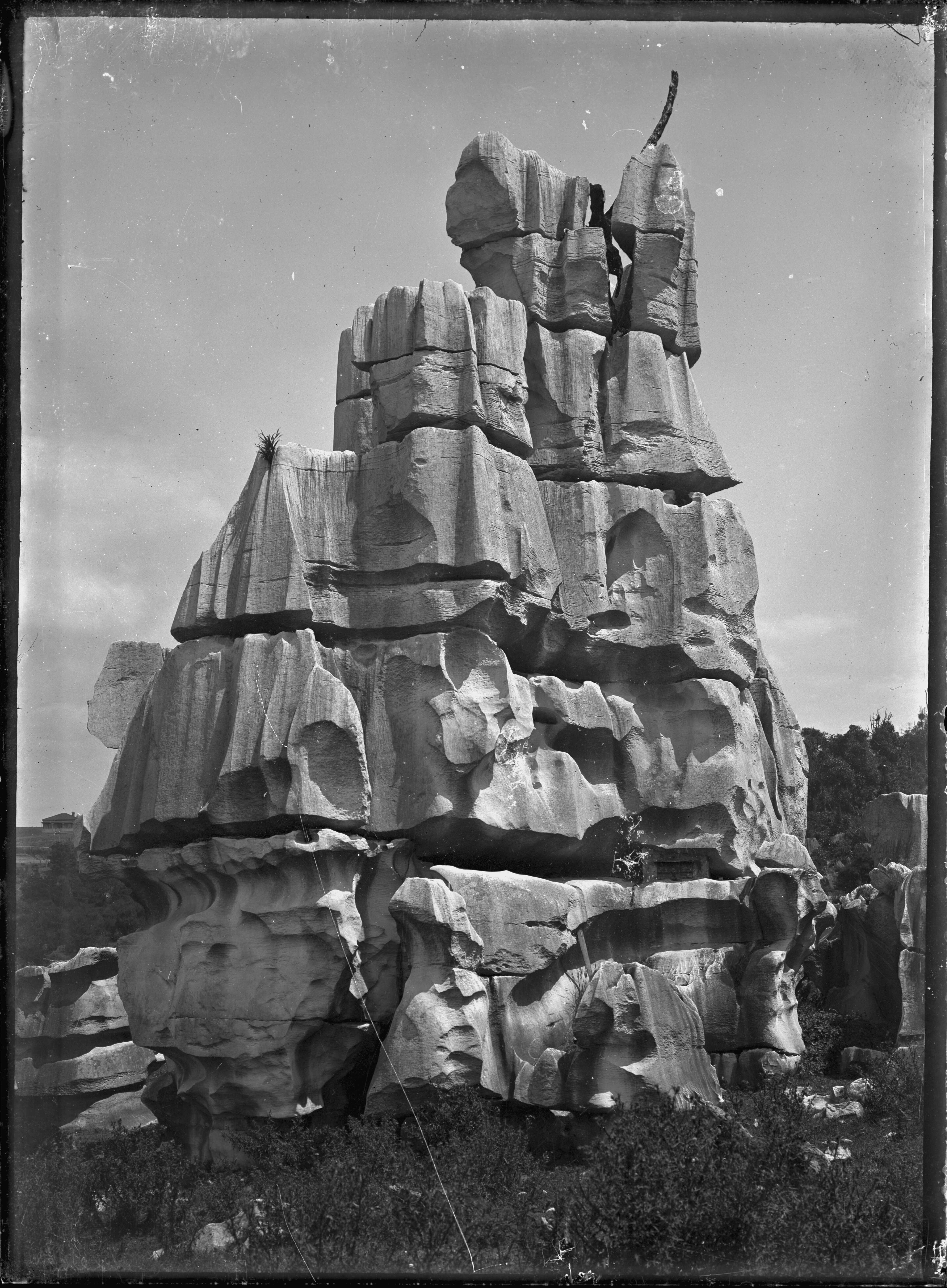
Cathedral Rock, 1923

Das Waro Limestone Scenic Reserve ist ein Kalkfels-Landschaftsschutzgebiet bei Waro, einem Ortsteil von Hikurangi, 16 km nördlich von Whangārei auf der Nordinsel von Neuseeland.

## Geschichte

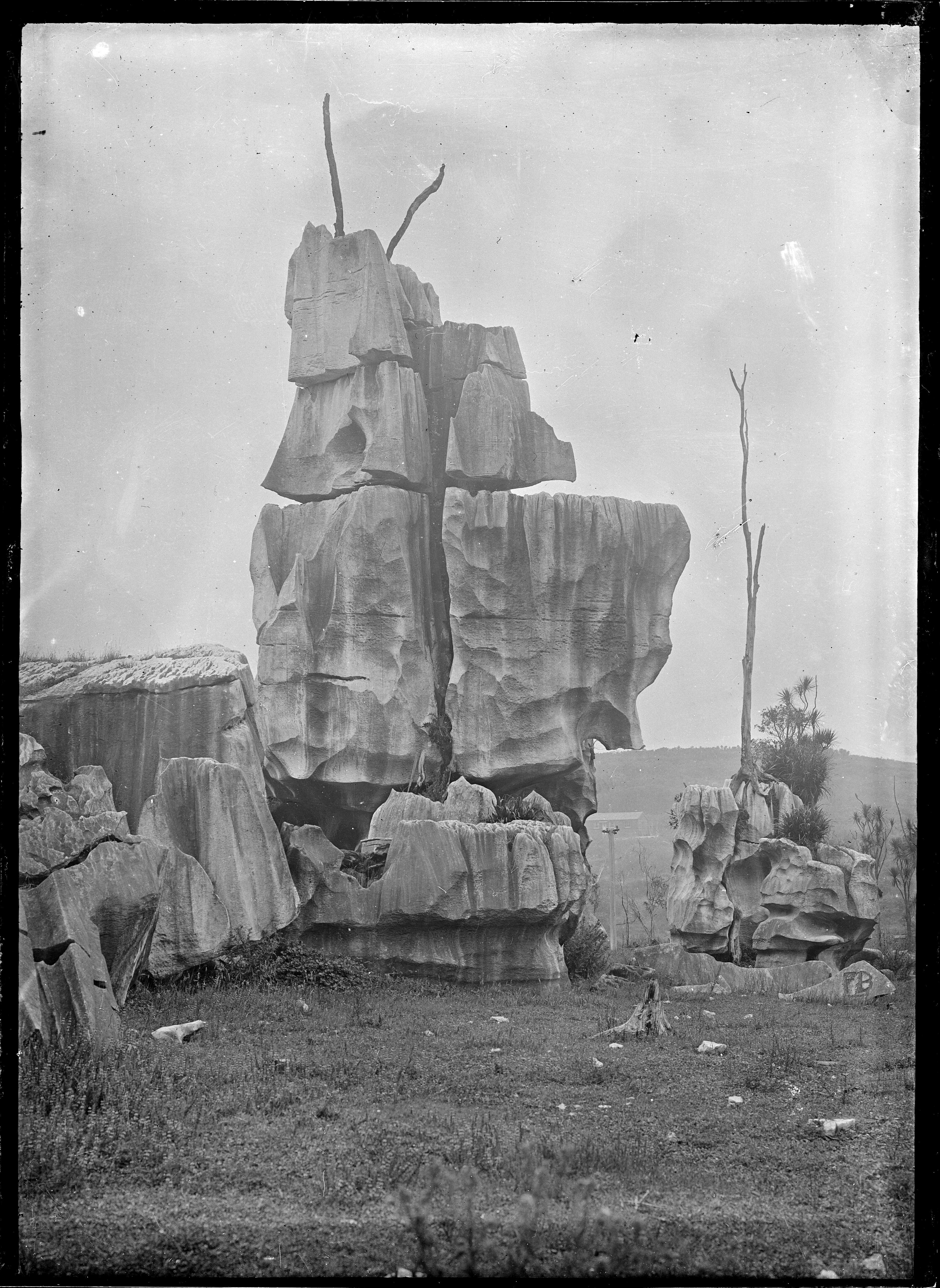
Kalksteinfelsen, 1918

In voreuropäischer Zeit nutzten die Māori der Stämme Ngati Hau, Ngati Kahu O Torongare und Ngatiwai die Felsen für kultische Zwecke und bezeichnen sie heute als waahi tapu. Seit dem späten 19. Jahrhundert wurden die Felsen zu einem Anziehungspunkt für die Siedler und Touristen. Aus dieser Zeit stammen wohl die Liguster-Pflanzen, Osterglocken und Pfefferminze, die heute in dem Gebiet wachsen.

## Kohlebergbau und Schmalspurbahnen
In der Gegend gab es bis zu 60 oder 70 Kohlezechen, die insgesamt etwa 4,2 Mio. t abgebaut haben. Die größten waren die Hikurangi Coal Company, die Wilson Colliery Company und die Northern Coal Mine Company. Die Kohle wurde in den 1860er Jahren entdeckt. Die erste Kohlengrube wurde jedoch erst 1889 eröffnet. Die Kohle wurde mit mehreren Schmalspurbahnen befördert.

### Waro Horse Tramline
Die Waro Horse Tramline war eine Pferdebahn. Sie wurde wohl zwischen 1894 und 1905 gebaut. Das früheste bekannte Zeugnis ihrer Existenz ist ein Vermessungsplan von 1905. Von der (A) Kerr & Wyatt’s Mine genannten Kohlezeche führte die (B) östliche Feldbahn zu den Kalkbrennöfen am (C) Gleisanschluss an der 1894 errichteten staatlichen Bahnstrecke von Hikurangi Kamo ebenso wie eine (D) ältere, zu diesem Zeitpunkt bereits stillgelegte Feldbahn, wie auf einer Karte von 1907 ersichtlich ist.

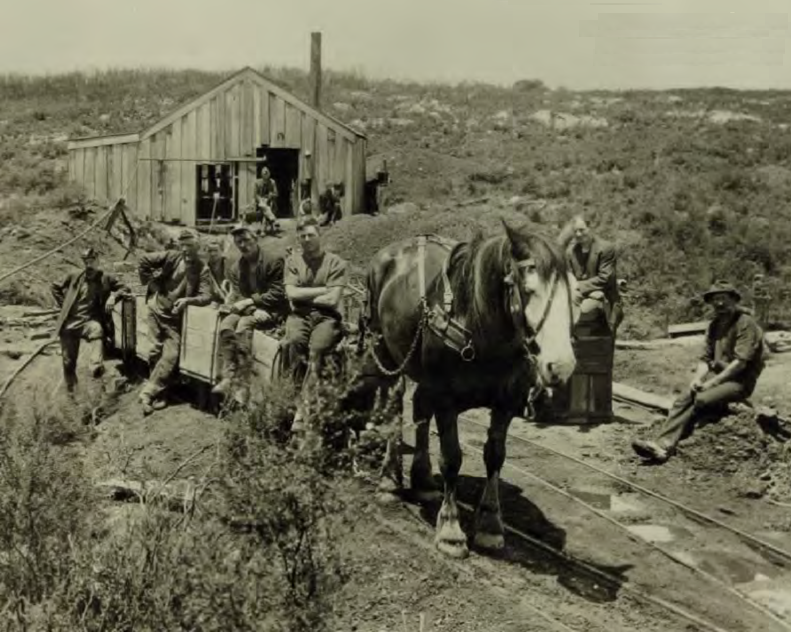
Waro Horse Tramline
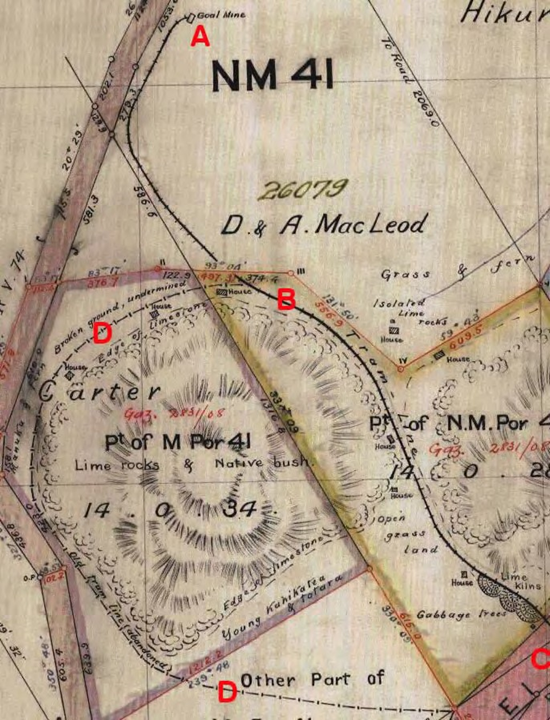
Streckenverlauf, 1907

### Hikurangi Coal Company
Die Hikurangi Coal Company betrieb ab 1913 eine Kohlezeche unterhalb der Kalkfelsen. Sie wurde während des Ersten Weltkrieges geschlossen und 1921 durch die Wilson Collieries wieder in Betrieb genommen, um Brennstoff für die Zementwerke im nahegelegenen Portland zu gewinnen. Die Zeche wurde 1933 wegen eines Wassereinbruchs endgültig geschlossen.

### Northern Colliery Company
Die Northern Colliery Company beschaffte sich im September 1904 eine bei Orenstein & Koppel in Berlin gebaute Dampflok mit der Werksnummer 1411. Die Lok hatte eine Spurweite von 560 mm (22 Zoll) und eine Leistung von 20 PS. Sie wurde in den 1910er Jahren an New Zeeland Cement Co. auf dem Limestone Island weiterverkauft und von dort 1918 an Wilson's Portland Cement Co. in  Portland, wo sie als „BERTHA“ betrieben wurde. Später gelangte sie zum Museum of Transport and Technology in Auckland und ist dort heute noch museal erhalten. Ein Gartenbahn-Modell der Dampflokomotive wurde von LGB hergestellt und vertrieben.

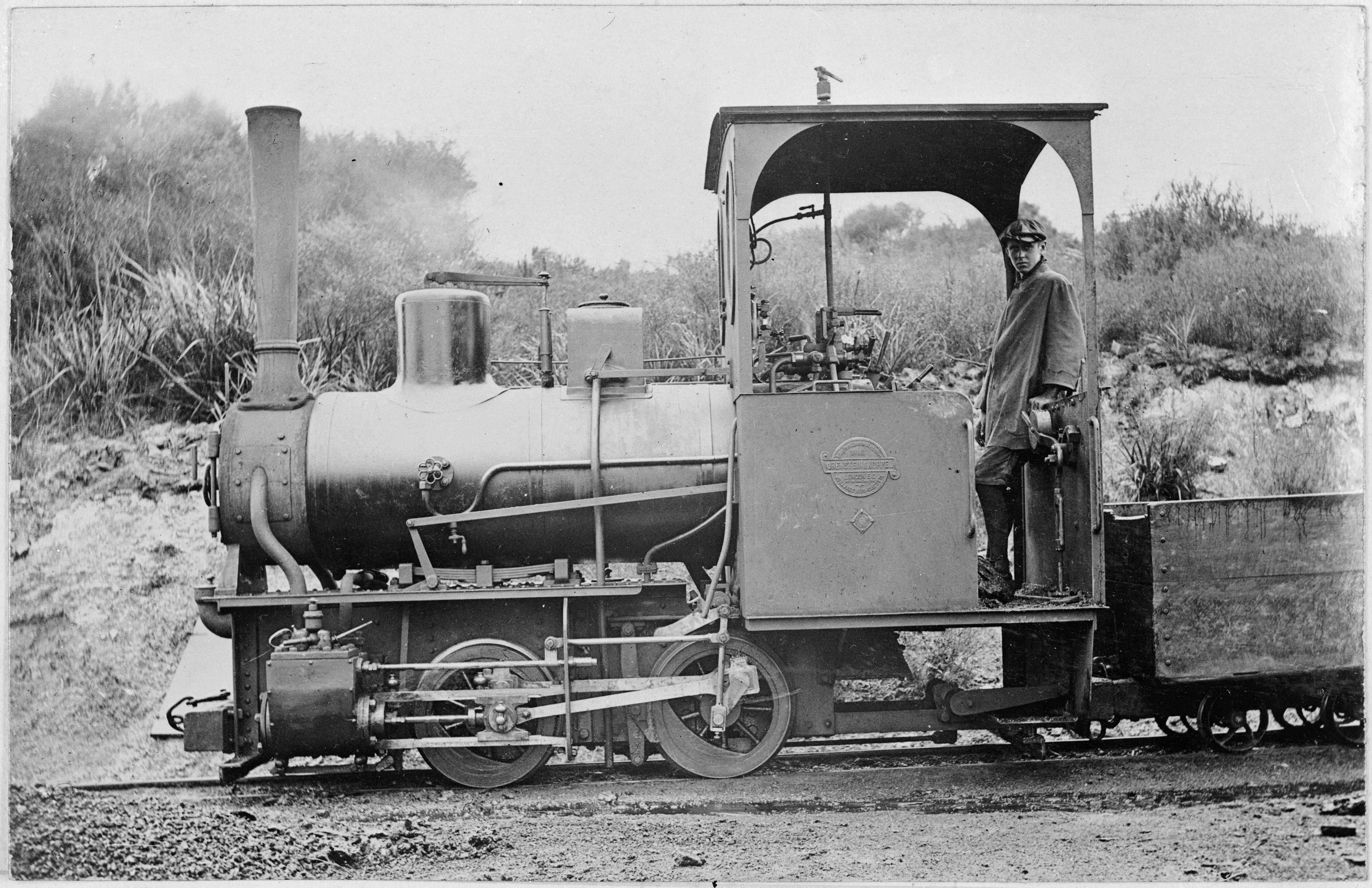
O&K-Dampflok (Werks-Nr. 1411), 1911
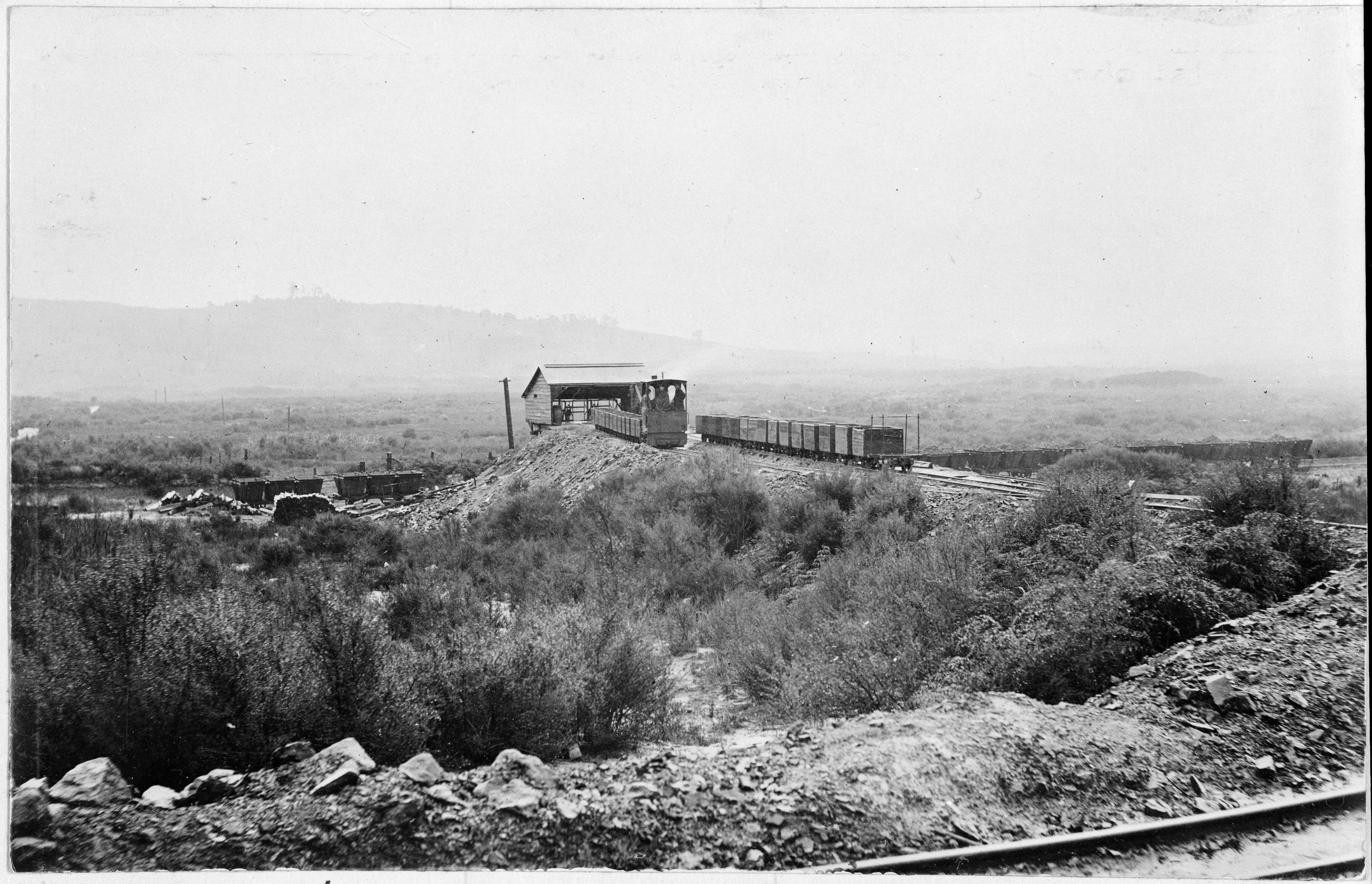
Umladestelle der Northern Colliery Co.
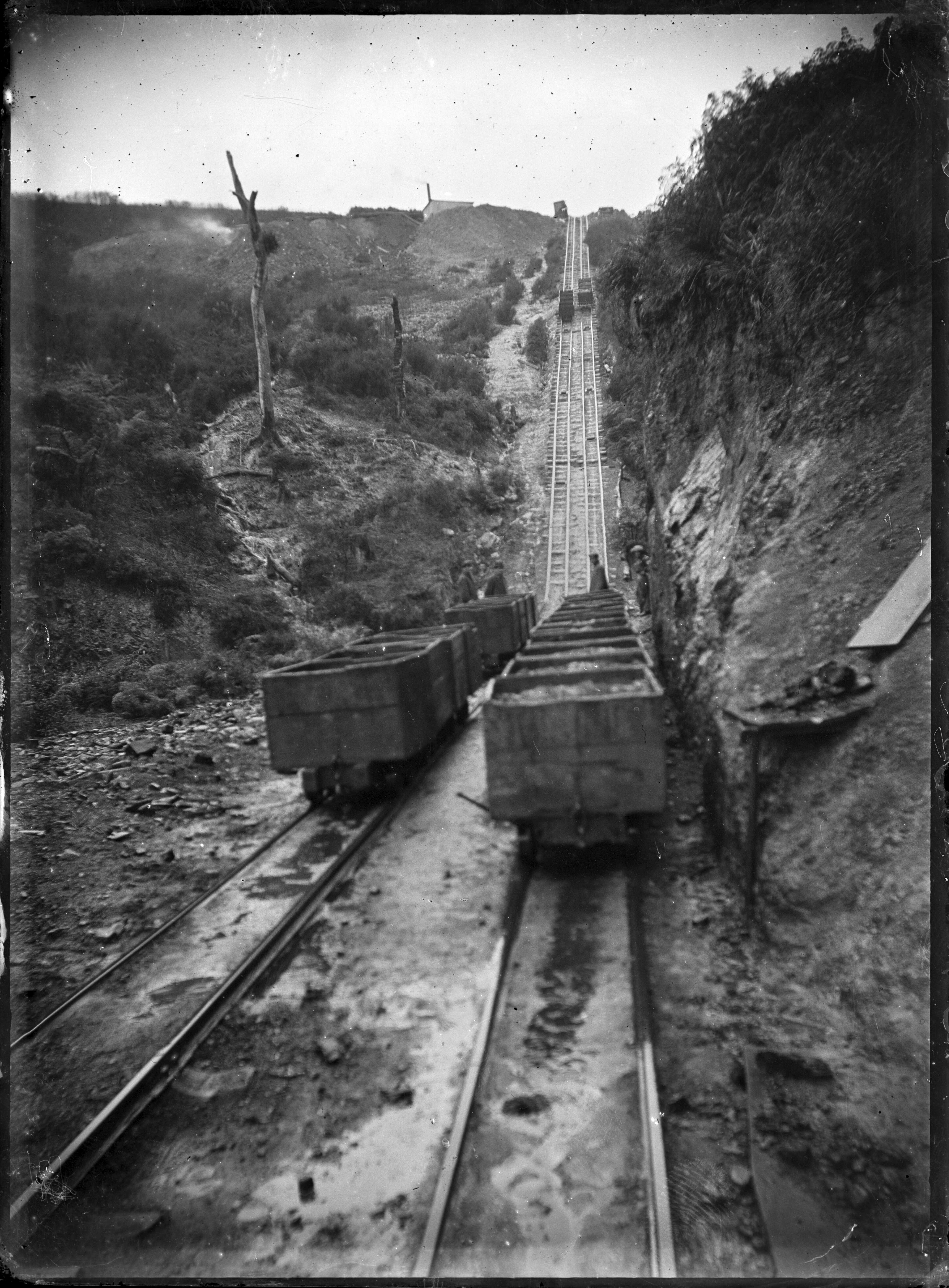
Standseilbahn der Northern Colliery Co.
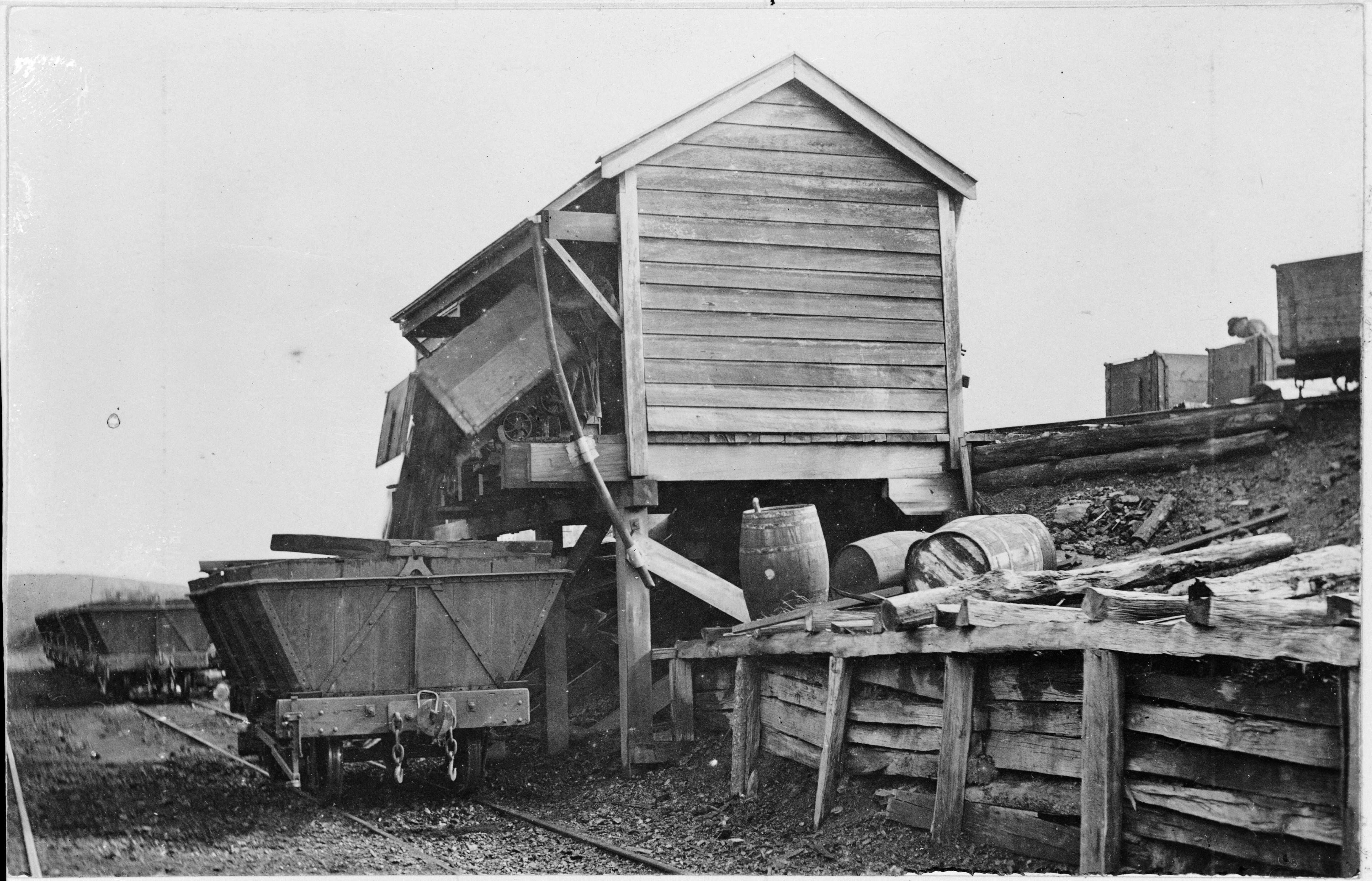
Umladen von Kohle in Schüttgutwagen, 1911
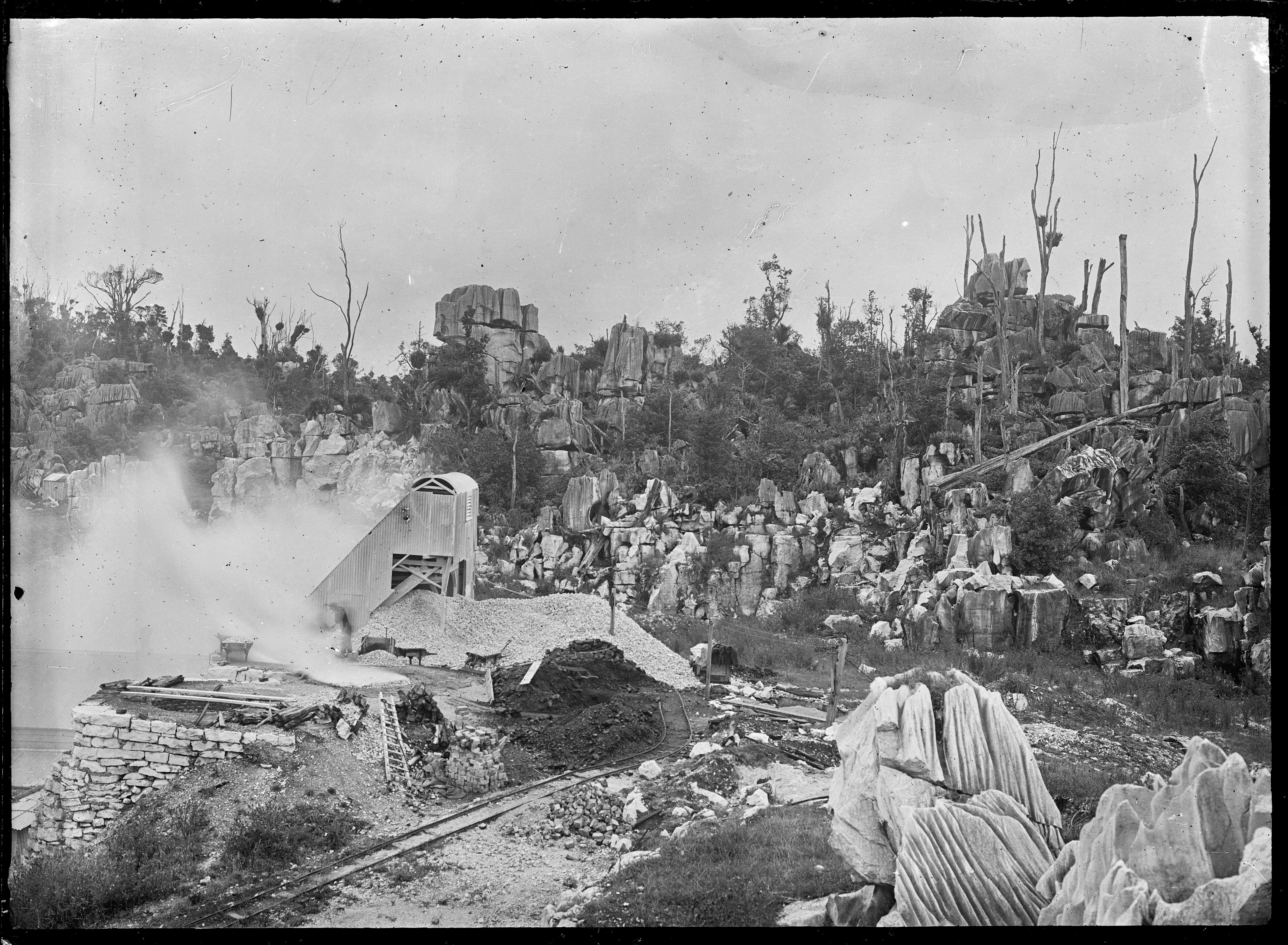
Kalkbrennen in Waro